# Hydroschild

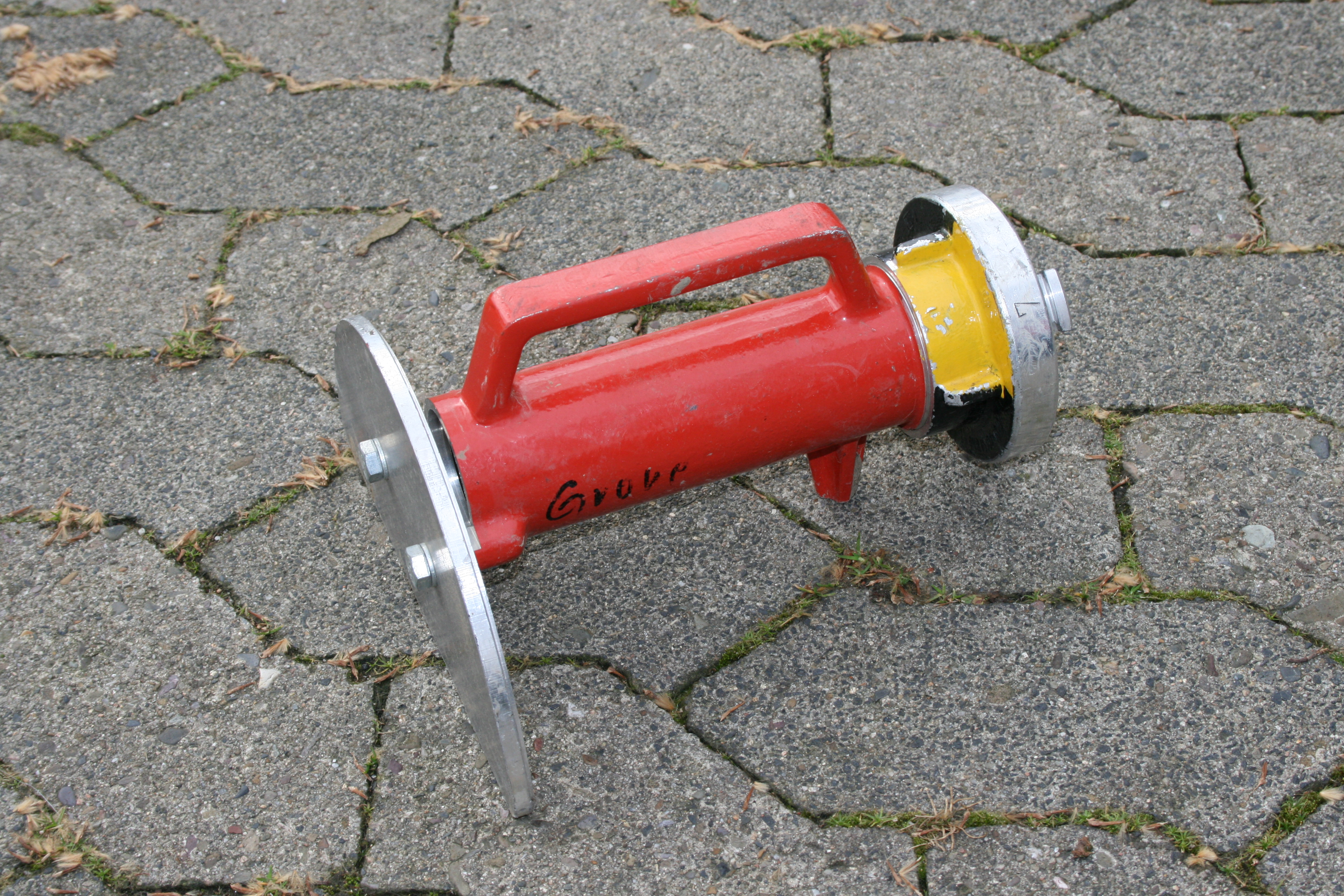
Hydroschild

Der Hydroschild (auch Wasserschild; Prallteller) ist eine Armatur der Wasserabgabe bei der Feuerwehr zum Schutz gefährdeter Objekte.

## Aufbau und Funktionsweise

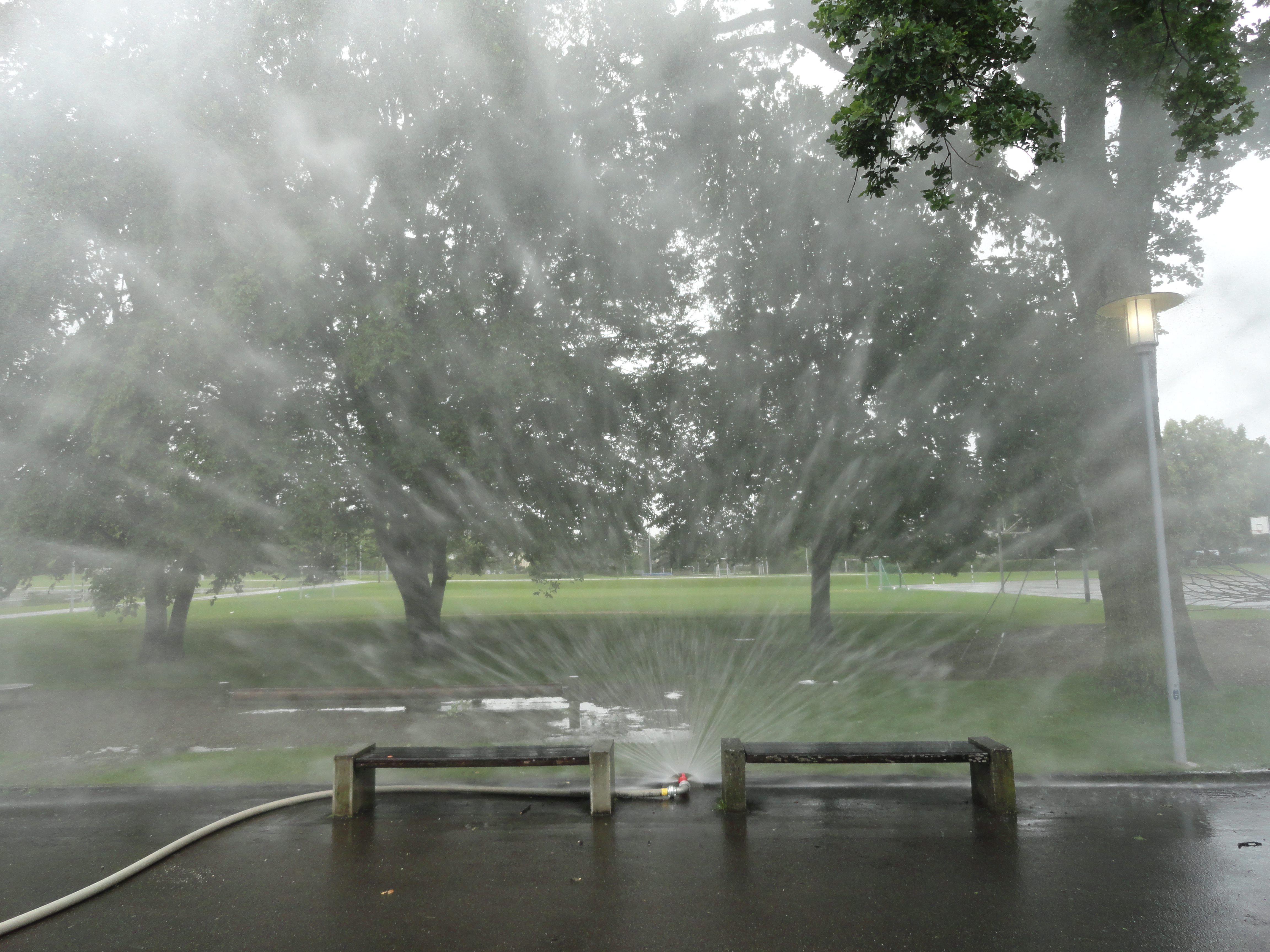
Hydroschild im Einsatz

Der Hydroschild besteht aus einem Metallrohr, an dem an einer Seite zur Wasserzufuhr eine C- oder B-Kupplung und an der anderen Seite eine unten flache und oben abgerundete Metallplatte angebracht ist. Zur einfacheren Handhabung ist der Hydroschild mit einem Tragegriff versehen.
Nachdem das Löschwasser auf die Metallplatte trifft, erzeugt es je nach Wasserdruck, Gerätetyp und Wasserdurchflussmenge (800 bis 1800 l/min) eine bis zu 10 Meter hohe und 30 Meter breite Wasserwand.

## Einsatzmöglichkeiten
Hydroschilde werden zur Abschirmung gegen Wärme, Flammen, Rauch und zum Niederschlagen von Dämpfen oder zum Schutz von Personen oder Objekten gegen Rauchentwicklung eingesetzt.
Der Nutzen beim Einsatz gegen Wärmestrahlung ist umstritten, da die Wirkung stellenweise bezweifelt wird. Sicher ist jedoch, dass der verhältnismäßig hohe Wasserverbrauch den Einsatz gerade in der Erstphase eines Einsatzes oft ausschließt.
Der Hydroschild wird durch den Wasserdruck auf den Boden gepresst, so dass er seine Lage während des Betriebs nicht verändern kann. Dadurch bietet der Hydroschild einen weiteren Vorteil für die Feuerwehr: Es wird dafür kein Personal benötigt. Nachteil ist der hohe Wasserverbrauch.

## Ausführungen
| Typ        | bei 5 bar   | bei 8 bar   |
| ---------- | ----------- | ----------- |
| D          | 100 l/min   | 300 l/min   |
| Wurfhöhe   | 4 m         | 6 m         |
| Wurfbreite | 13 m        | 15 m        |
| C          | 800 l/min   | 1.100 l/min |
| Wurfhöhe   | 6 m         | 8 m         |
| Wurfbreite | 24 m        | 27 m        |
| B          | 1.400 l/min | 1.800 l/min |
| Wurfhöhe   | 7 m         | 10 m        |
| Wurfbreite | 27 m        | 31 m        |

## Verwendung außerhalb der Feuerwehr
Für Hydroschilde, die zu Wassereffekten bei Veranstaltungen eingesetzt werden, siehe Waterscreen. Bei Gebäudesprengungen wird er oft verwendet, um den entstandenen Staub aus der Luft zu binden.

## Ursprünglicher Einsatz und Geschichte
Hydroschilde dienten vor ca. 200 Jahren schon als Staubfänger bei Bohrungen in Bohrtürmen, Sprengungen und im Tunnelbau.
Erst ca. 150 Jahre später wurden die ersten Hydroschilde serienmäßig von der Feuerwehr verwendet; diese waren allerdings noch lange nicht ausgereift, und oftmals Marke Eigenbau.